# كأس الاتحاد الإنجليزي 2006–07
كأس الاتحاد الإنجليزي 2006–07 (بالإنجليزية: 2006–07 FA Cup)‏ هو الموسم 126 من  كأس الاتحاد الإنجليزي. أقيم خلال الفترة 18 أغسطس 2006 وحتى 19 مايو 2007، والذي يشرف على تنظيمه الاتحاد الإنجليزي لكرة القدم، وكان عدد الأندية المشاركة فيه  687، وفاز فيه تشيلسي.